# Fresnes-sur-Escaut

Fresnes-sur-Escaut este o comună în departamentul Nord, Franța. În 1 ianuarie 2022 avea o populație de 7.473 de locuitori.